# Championnat de France Nationale 1 de tennis de table 1993-1994
 (janvier 2024).
Si vous disposez d'ouvrages ou d'articles de référence ou si vous connaissez des sites web de qualité traitant du thème abordé ici, merci de compléter l'article en donnant les références utiles à sa vérifiabilité et en les liant à la section « Notes et références ».
 (janvier 2024).
Navigation
Nationale 1 1992-1993 Nationale 1 1994-1995

## Championnat Féminin

### Première Phase

#### Poule A
| Cl | Équipes                | Pts | J | V | N | D |
| -- | ---------------------- | --- | - | - | - | - |
| 1  | PLR Brest 2            | 21  | 7 | 7 | 0 | 0 |
| 2  | ES Cholet Saint-Pierre | 19  | 7 | 6 | 0 | 1 |
| 3  | AJK Vannes             | 17  | 7 | 5 | 0 | 2 |
| 4  | CP Auscitain           | 13  | 7 | 3 | 0 | 4 |
| 5  | TT Viry-Châtillon      | 12  | 7 | 2 | 1 | 4 |
| 6  | CP La Rochelle         | 12  | 7 | 2 | 1 | 4 |
| 7  | Cognac TT              | 10  | 7 | 1 | 1 | 5 |
| 8  | TT St-Cyr              | 8   | 7 | 0 | 1 | 6 |

### Deuxième Phase

#### Poule C
| Cl | Équipes          | Pts | J | V | N | D |
| -- | ---------------- | --- | - | - | - | - |
| 1  | PLR Brest 2      | 14  | 5 | 4 | 1 | 0 |
| 2  | PSJ Tinchebray   | 11  | 5 | 3 | 0 | 2 |
| 3  | Intrépide Angers | 10  | 5 | 2 | 1 | 2 |
| 4  | GV Hennebont     | 9   | 5 | 2 | 0 | 3 |
| 5  | CP La Rochelle   | 9   | 5 | 2 | 0 | 3 |
| 6  | JS Cugnaux       | 7   | 5 | 1 | 0 | 4 |

#### Poule D
- ASPTT Poitiers
- AL Salbris
- La Roche ESO
- AJK Vannes
- CP Auscitain
- Toulouse AC